# Canvi climàtic i l'agricultura i ramaderia
El canvi climàtic global i l'agricultura-ramaderia són processos interrelacionats. El canvi climàtic pot afectar l'agricultura i la ramaderia tant de manera directa com indirecta. El resultat negatiu pot produir-se mitjançant canvis en les temperatures mitjanes, les precipitacions i els fenòmens meteorològics extrems (per exemple, onades de calor); canvis en les plagues i malalties; canvis en les concentracions de diòxid de carboni atmosfèric i d'ozó a nivell del sòl; canvis en la qualitat nutricional d'alguns aliments; i canvis en el nivell del mar.
Els efectes del canvi climàtic sobre l'agricultura i la ramaderia es distribueixen de manera desigual arreu del món. Els canvis climàtics futurs probablement afectaran negativament la producció dels conreus als països de latituds baixes, mentre que els efectes a les latituds altes poden ser positius o negatius. La ramaderia també contribueix al canvi climàtic mitjançant les emissions de gasos d'efecte hivernacle.
L'agricultura contribueix a l'escalfament global mitjançant les emissions antropogèniques de gasos d'efecte hivernacle i la conversió de terres no agrícoles com els boscos en terres agrícoles. El 2010, es va estimar que l'agricultura, la silvicultura i el canvi d'ús del sòl contribuïen entre el 20 i el 25% de les emissions mundials anuals. L'any 2020, el Mecanisme d'Assessorament Científic de la Unió Europea va estimar que el sistema alimentari en el seu conjunt contribuïa amb el 37% de les emissions totals de gasos d'efecte hivernacle i que aquesta xifra estava a punt d'augmentar entre un 30 i un 40% l'any 2050 a causa del creixement de la població i el canvi en la dieta.
Una sèrie de polítiques poden reduir el risc d'impactes negatius del canvi climàtic en l'agricultura i la ramaderia i les emissions de gasos d'efecte hivernacle del sector agrícola-ramader amb un sistema alimentari sostenible.

## Efectes del canvi climàtic en l'agricultura
Els efectes del canvi climàtic en l'agricultura poden donar lloc a un menor rendiment dels cultius i a la qualitat nutricional a causa de la sequera, les onades de calor i les inundacions, així com l'augment de plagues i malalties de les plantes. Els impactes del canvi climàtic estan dificultant que les activitats agrícoles satisfacin les necessitats humanes.  Els efectes es distribueixen de manera desigual arreu del món i són causats pels canvis en la temperatura, les precipitacions i els nivells de diòxid de carboni atmosfèric global. El 2019, milions de persones ja patien inseguretat alimentària a causa del canvi climàtic. El descens previst de la producció mundial de cultius és del 2% al 6% amb cada dècada. El 2019 es va predir que els preus dels aliments augmentarien un 80% el 2050. Això probablement conduirà a un augment de la inseguretat alimentària, afectant de manera desproporcionada les comunitats més pobres. Un estudi de 2021 va estimar que la gravetat de l'impacte de l'onada de calor i la sequera en la producció de cultius es va triplicar durant els darrers 50 anys a Europa, passant de pèrdues del 2,2% durant el període 1964-1990 a pèrdues del 7,3% el 1991-2015.
Els impactes directes dels canvis en els patrons meteorològics són causats per l'augment de les temperatures, les onades de calor i els canvis en les precipitacions (incloses les sequeres i les inundacions). L'augment dels nivells de CO2 atmosfèric ha provocat un major rendiment dels cultius (a causa de la fertilització amb CO₂ ), però també ha donat lloc a una reducció del valor nutricional dels cultius (nivells més baixos de micronutrients). Els canvis provocats pel clima en les plagues, les malalties de les plantes i les males herbes també poden provocar un menor rendiment dels cultius i un valor nutricional més baix. Les pèrdues de terres agrícoles a causa de l'augment del nivell del mar són un resultat indirecte del canvi climàtic. No obstant això, es pot disposar de més terres cultivables a mesura que es descongelen les terres congelades, tot i que la fusió de les glaceres podria provocar que hi hagi menys aigua de reg disponible. Altres impactes inclouen l'erosió i els canvis en la fertilitat del sòl i la durada de les estacions de creixement. Els impactes negatius sobre la seguretat alimentària i les pèrdues causades pels fongs, que donen lloc a micotoxines, i bacteris, com la Salmonel·la, augmenten a mesura que augmenta la temperatura ambient; al capdavall es produeixen càrregues financeres addicionals en la cadena alimentària. L'escassetat d'aigua, incloses les pertorbacions de la precipitació terrestre, l'evapotranspiració i la humitat del sòl, causada o empitjorada pel canvi climàtic pot tenir impactes negatius substancials en l'agricultura.
Una sèrie de mesures per a l'adaptació al canvi climàtic poden reduir el risc d'impactes negatius del canvi climàtic en l'agricultura. Aquestes mesures inclouen canvis en les pràctiques de gestió, innovació agrícola, canvis institucionals i agricultura climàticament intel·ligent.:513 Per crear un sistema alimentari sostenible, aquestes mesures es consideren tan essencials com els canvis necessaris per reduir l'escalfament global en general.

## Impactes directes dels canvis en els patrons meteorològics

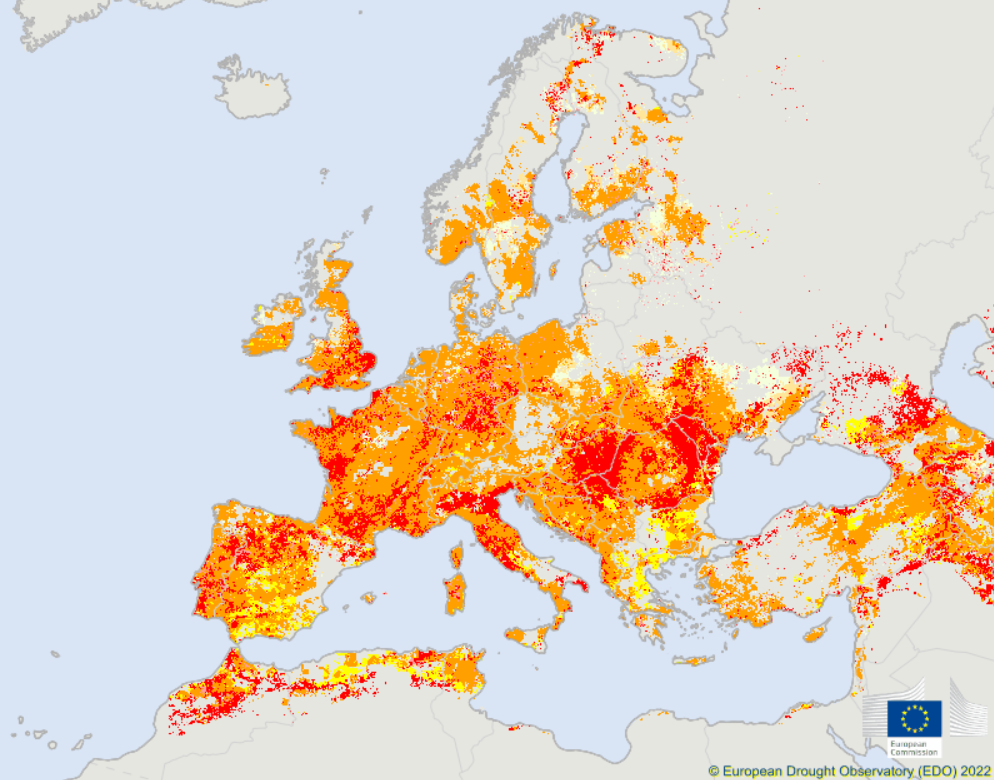
Vermell: Alerta de sequera, taronja: pre-alerta. Groc: vigilància. Europa 21/7/2022. Índex CDI. El CDI es deriva combinant l'Índex de precipitació estandarditzat (SPI), l'anomalia de l'índex d'humitat del sòl (SMA) i l'anomalia FAPAR (Fracció de radiació fotosintètica activa absorbida).

### Augment de les temperatures
Els canvis en la temperatura i els patrons meteorològics alteraran les zones aptes per a l'agricultura. La predicció actual és que les temperatures augmentaran i les precipitacions disminuiran a les regions àrides i semiàrides (Orient Mitjà, Àfrica, Austràlia, Sud-oest dels Estats Units i Sud d'Europa). A més, els rendiments dels cultius a les regions tropicals es veuran afectats negativament per l'augment moderat previst de la temperatura (1-2 °C) que s'espera que es produeixi durant la primera meitat del segle. Durant la segona meitat del segle, es preveu que l'escalfament addicional disminueixi els rendiments dels cultius a totes les regions, incloent Canadà i el nord dels Estats Units. Molts cultius bàsics són extremadament sensibles a la calor i quan les temperatures augmenten per sobre dels 36 °C, les plàntules de soja es moren i el pol·len de blat de moro perd la seva vitalitat.
No obstant això, temperatures hivernals més altes i més dies sense gelades en algunes regions donarien lloc a estacions de creixement més llargues. Per exemple, un estudi de 2014 va trobar que els rendiments de blat de moro a la regió de Heilongjiang de la Xina van augmentar entre un 7 i un 17% per dècada com a conseqüència de l'augment de les temperatures.

### Onades de calor
A l'estiu del 2018, les onades de calor probablement vinculades al canvi climàtic van reduir molt el rendiment mitjà a moltes parts del món, especialment a Europa. Durant el mes d'agost, més fallades de les collites van provocar un augment dels preus mundials dels aliments.[necessita actualització] La producció de blat, arròs i blat de moro no va poder satisfer la demanda, obligant els governs i les empreses alimentàries a alliberar les existències d'emmagatzematge.

#### Estrès per calor del bestiar
L'estrès per calor afecta el creixement i la reproducció dels animals, així com la seva ingesta d'aliments. Al seu torn, això afecta la producció de productes lactis i carn. La disminució de la ingesta d'aliments, la disminució de la taxa d'activitat i una caiguda de pes són tot el resultat de l'estrès per calor. Per millorar la disminució de la productivitat ramadera, els animals necessiten un fàcil accés a l'aigua i que els temps d'alimentació es modifiquin a les hores més fresques del dia. Els refugis amb una bona circulació d'aire també ajuden a combatre l'estrès per calor. El bestiar de diverses espècies difereix en la seva capacitat per fer front a l'estrès per calor.

### Canvis en les precipitacions (incloses sequeres i inundacions)
Les sequeres i les inundacions contribueixen a la disminució del rendiment dels cultius. A mesura que els esdeveniments meteorològics extrems es tornen més comuns i intensos, les inundacions i les sequeres poden destruir els cultius i eliminar el subministrament d'aliments, alhora que interrompen les activitats agrícoles i deixen els treballadors sense feina. La sequera als països en desenvolupament agreuja la pobresa preexistent i condueix a la fam i la desnutrició.
El reg dels cultius és capaç de reduir o fins i tot eliminar els impactes sobre els rendiments de les precipitacions més baixes i les temperatures més altes, mitjançant un refredament localitzat. Tanmateix, utilitzar els recursos hídrics per al reg té inconvenients i és car. A més, l'aigua ha de venir d'algun lloc i si la zona ha estat molt sequera, els rius poden estar secs i l'aigua de reg s'hauria de transportar des de més distàncies.
Les sequeres han ocorregut amb més freqüència a causa de l'escalfament global i s'espera que siguin més freqüents i intenses a l'Àfrica, el sud d'Europa, l'Orient Mitjà, la majoria d'Amèrica, Austràlia, el sud i el sud-est asiàtic. Els seus impactes s'agreugen a causa de l'augment de la demanda d'aigua, el creixement demogràfic i l'expansió urbana en moltes zones. Les sequeres provoquen minses collites i la pèrdua de pastures per al bestiar. Alguns agricultors poden optar per deixar de cultivar permanentment una zona afectada per la sequera i migrar a un altre lloc.A principis del segle XXI, les inundacions probablement vinculades al canvi climàtic van escurçar la temporada de sembra a la regió del mig oest dels Estats Units, causant danys al sector agrícola. Al maig de 2019, les inundacions van reduir el rendiment previst de blat de moro de 528 a 500 milions de metres cúbics. Durant les inundacions europees de 2021, les estimacions apuntaven a greus danys al sector agrícola de Bèlgica, un dels països més afectats per les inundacions, incloent efectes a llarg termini com l'erosió del sòl.

#### Canvis en la mida de la calamarsa
La calamarsa s'anomena pedra quan té més de mig centímetre de diàmetre. Al nord dels Estats Units, es produiran menys dies de calamarsa en general a causa del canvi climàtic, però les tempestes amb calamarsa de major dimensió podrien ser més freqüents. La calamarsa de més de 4 cm pot trencar el vidre amb facilitat, afectant els hivernacles. A Catalunya no hi ha dades suficients com per concloure que les grans pedres (fins a 10 cm) mesurades en els darrers anys siguin conseqüència directa del canvi climàtic.

## Impactes directes de l'augment dels nivells de CO2 atmosfèric

### Majors rendiments de conreus, gespa i silvicultura a causa de la fertilització amb CO₂
El nivell elevat de diòxid de carboni atmosfèric afecta les plantes de diverses maneres.
L'elevat CO2 augmenta els rendiments i el creixement dels cultius a través d'un augment de la taxa fotosintètica, i també disminueix la pèrdua d'aigua com a resultat del tancament estomàtic.
L'efecte de fertilització amb CO₂ o fertilització per carboni provoca un augment de la taxa de fotosíntesi alhora que limita la transpiració de les fulles a les plantes. Tots dos processos resulten de l'augment dels nivells de diòxid de carboni (CO₂) atmosfèric. L'efecte de la fertilització per carboni varia segons les espècies vegetals, la temperatura de l'aire i el sòl i la disponibilitat d'aigua i nutrients. La productivitat primària neta (NPP) podria respondre positivament a l'efecte de fertilització de carboni. Tot i que, l'evidència mostra que les taxes de fotosíntesi millorades a les plantes a causa de la fertilització amb CO₂ no milloren directament tot el creixement de les plantes i, per tant, l'emmagatzematge de carboni. S'ha informat que l'efecte de la fertilització del carboni és la causa de l'augment del 44% de la productivitat primària bruta (GPP) des de la dècada de 2000. Els models del sistema Terra, els models del sistema sòl i els models dinàmics de vegetació global s'utilitzen per investigar i interpretar les tendències de la vegetació relacionades amb l'augment dels nivells de CO₂ atmosfèric. Tanmateix, els processos de l'ecosistema associats a l'efecte de la fertilització amb CO₂ segueixen sent incerts i, per tant, són difícils de modelar.
Els ecosistemes terrestres han reduït les concentracions de CO₂ a l'atmosfera i han mitigat parcialment els efectes del canvi climàtic. És poc probable que la resposta de les plantes a l'efecte de la fertilització del carboni redueixi significativament la concentració de CO₂ atmosfèric durant el proper segle a causa de les creixents influències antropogèniques sobre el CO₂ atmosfèric. Les terres vegetades de la Terra han mostrat un enverdit significatiu des de principis de la dècada de 1980 en gran part a causa de l'augment dels nivells de CO₂ atmosfèric.
La teoria prediu que els tròpics tindran la major absorció a causa de l'efecte de la fertilització del carboni, fet que no s'ha observat. La quantitat d'absorció de CO₂ de la fertilització gasosa amb CO₂ també depèn de com els boscos responen al canvi climàtic i si estan protegits de la desforestació.

### Reducció del valor nutricional dels cultius
Els canvis en el diòxid de carboni atmosfèric poden reduir la qualitat nutricional d'alguns cultius, per exemple, el blat té menys proteïnes i menys minerals.:439 La qualitat nutricional de les plantes C3 (per exemple, blat, civada, arròs) és especialment en risc: s'esperen nivells més baixos de proteïnes i minerals (per exemple zinc i ferro).  Els cultius alimentaris podrien veure una reducció del contingut de proteïnes, ferro i zinc en els cultius alimentaris comuns del 3 al 17%. Aquest és el resultat previst dels aliments cultivats sota els nivells atmosfèrics esperats de diòxid de carboni de 2050. Utilitzant dades de l'Organització de les Nacions Unides per a l'Agricultura i l'Alimentació, així com altres fonts públiques, els autors van analitzar 225 aliments bàsics diferents, com ara blat, arròs, dacsa, verdures, arrels i fruites.
L'efecte de l'augment dels nivells de diòxid de carboni atmosfèric sobre la qualitat nutricional de les plantes no es limita només a les categories de cultius i nutrients esmentats anteriorment. Una metaanàlisi de 2014 ha demostrat que els cultius i les plantes silvestres exposades a nivells elevats de diòxid de carboni a diverses latituds tenen una concentració més baixa de diversos minerals com ara magnesi, ferro, zinc i potassi.
Els estudis que utilitzen l'enriquiment de concentració d'aire lliure també han demostrat que els augments de CO₂ condueixen a una disminució de les concentracions de micronutrients en plantes conreades i no conreades amb conseqüències negatives per a la nutrició humana, una d'elles la minva de vitamines del grup B en l'arròs. Això pot tenir efectes secundaris en altres parts dels ecosistemes, ja que els herbívors hauran de menjar més aliments per obtenir la mateixa quantitat de proteïnes.
L'estrès per sequera induït pel canvi climàtic a l'Àfrica probablement conduirà a una reducció de la qualitat nutricional del fesol comú. Aquests fets poden influir en poblacions de països pobres menys capaços de compensar les pèrdues nutritives ingerint més quantitat d'aliment, dietes més variades o suplements nutricionals.
L'evidència empírica mostra que els nivells creixents de CO₂ donen lloc a concentracions més baixes de molts minerals als teixits vegetals. La duplicació dels nivells de CO₂ provoca una disminució del 8%, de mitjana, en la concentració de minerals. Baixades en magnesi, calci, potassi, ferro, zinc i altres minerals en collites poden empitjorar la qualitat nutritiva dels aliments per a humans. Investigadors informen que els nivells de CO2 esperats en la segona meitat del segle XXI reduiran els nivells de zinc, ferro i proteïna en blat, arròs, pèsols i gra de soja. Uns dos mil milions de persones viuen en països on els ciutadans reben més del 60 per cent del seu zinc o ferro d'aquest tipus de cultius. Les deficiències d'aquests nutrients ja provoquen una pèrdua estimada de 63 milions d'anys de vida anuals.
Al costat d'una disminució dels minerals, l'evidència mostra que les plantes contenen un 6% més de carboni, un 15% menys de nitrogen, un 9% menys de fòsfor i un 9% menys de sofre en condicions de doble CO₂. L'augment de carboni s'atribueix principalment als hidrats de carboni sense un paper estructural a les plantes: el midó digerible pels humans, que aporta calories i els sucres simples. La disminució del nitrogen es tradueix directament en una disminució del contingut de proteïnes. Com a resultat, un CO₂ més elevat no només redueix els micronutrients d'una planta, sinó també la qualitat de la seva combinació de macronutrients.

## Canvis provocats pel clima en plagues, malalties de les plantes i males herbes (impactes indirectes)
L'escalfament global alterarà la distribució de plagues, malalties de les plantes i males herbes, amb el potencial de reduir els rendiments dels cultius, inclosos els cultius bàsics com el blat, la soja i el blat de moro.

### Plagues d'insectes
Actualment, els patògens consumeixen o avorten entre el 10 i el 16% de la collita mundial i és probable que aquest nivell augmenti a mesura que les plantes tinguin un risc cada cop més gran d'exposició a plagues i patògens. Les temperatures més càlides poden augmentar la taxa metabòlica i el nombre de cicles reproductius de les poblacions d'insectes.Els insectes que abans només tenien dos cicles de reproducció per any podrien guanyar un cicle addicional si s'estenen les estacions de creixement càlides, provocant un auge demogràfic. Els llocs temperats i les latituds més altes són més propensos a experimentar un canvi dramàtic en les poblacions d'insectes. Algunes espècies d'insectes es reproduiran més ràpidament perquè són més capaços d'aprofitar aquests canvis en les condicions ambientals.
Hi ha estudis que revelen la relació inversament proporcional entre nivell de diòxid de carboni i poder nutritiu de les fulles de soja; com a conseqüència els insectes menjadors de fulles cal que en mengin més per aconseguir els nutrients que necessiten. A més, la soja és menys capaç de defensar-se dels insectes depredadors amb un alta concentració de CO₂. El CO₂ disminueix la producció d'àcid jasmònic de la planta, un tòxic per insectes que excreta l'individu que se sent atacat. Sense aquesta protecció, els insectes són capaços de menjar-se o picar lliurement les fulles de la soja, la qual cosa resulta en un menor rendiment del cultiu. Aquest no és un problema exclusiu de la soja, i els mecanismes de defensa de moltes espècies vegetals es veuen deteriorats en un entorn amb alt CO₂.
Històricament, les temperatures fredes a la nit i als mesos d'hivern mataven o inactivaven insectes, bacteris i fongs. Els hiverns més càlids i humits estan promovent que malalties fúngiques de les plantes com els rovells del blat i el rovell de la soja escampin cap a latituds majors. El rovell de la soja és un agressiu patogen vegetal que pot matar camps sencers en qüestió de dies, devastant els agricultors i sumant milers de milions en pèrdues agrícoles. Un altre exemple és l'epidèmia de l'escarabat del pi muntanyós a la Colúmbia Britànica, Canadà, que va matar milions de pins perquè els hiverns no eren prou freds per frenar o matar les larves d'escarabats en creixement.
La creixent incidència d'inundacions i pluges intenses també afavoreix el creixement de diverses altres plagues i malalties de les plantes. A l'extrem oposat de l'espectre, les condicions de sequera afavoreixen diferents tipus de plagues com pugons, mosca blanca i llagostes.

#### Llagostes
Quan el canvi climàtic tendeix a un oratge més calorós acompanyat de condicions d'humitat, pot provocar eixams de llagostes més nombrosos i perjudicials. Això ocorregué per exemple en algunes regions d'Àfrica oriental en el començament de 2020.

#### Spodoptera
L'Spodoptera frugiperda,és una plaga vegetal altament invasora que s'ha estès en els últims anys als països de l'Àfrica subsahariana. La propagació d'aquesta plaga vegetal està relacionada amb el canvi climàtic, ja que els experts confirmen que el canvi climàtic està portant més plagues de cultius a Àfrica i s'espera que aquestes plagues de cultius altament invasores s'estengui a altres parts del planeta ja que tenen una gran capacitat d'adaptació a diferents ambients. L'eruga pot provocar danys massius als cultius, especialment al blat de moro, que afecta la productivitat agrícola.

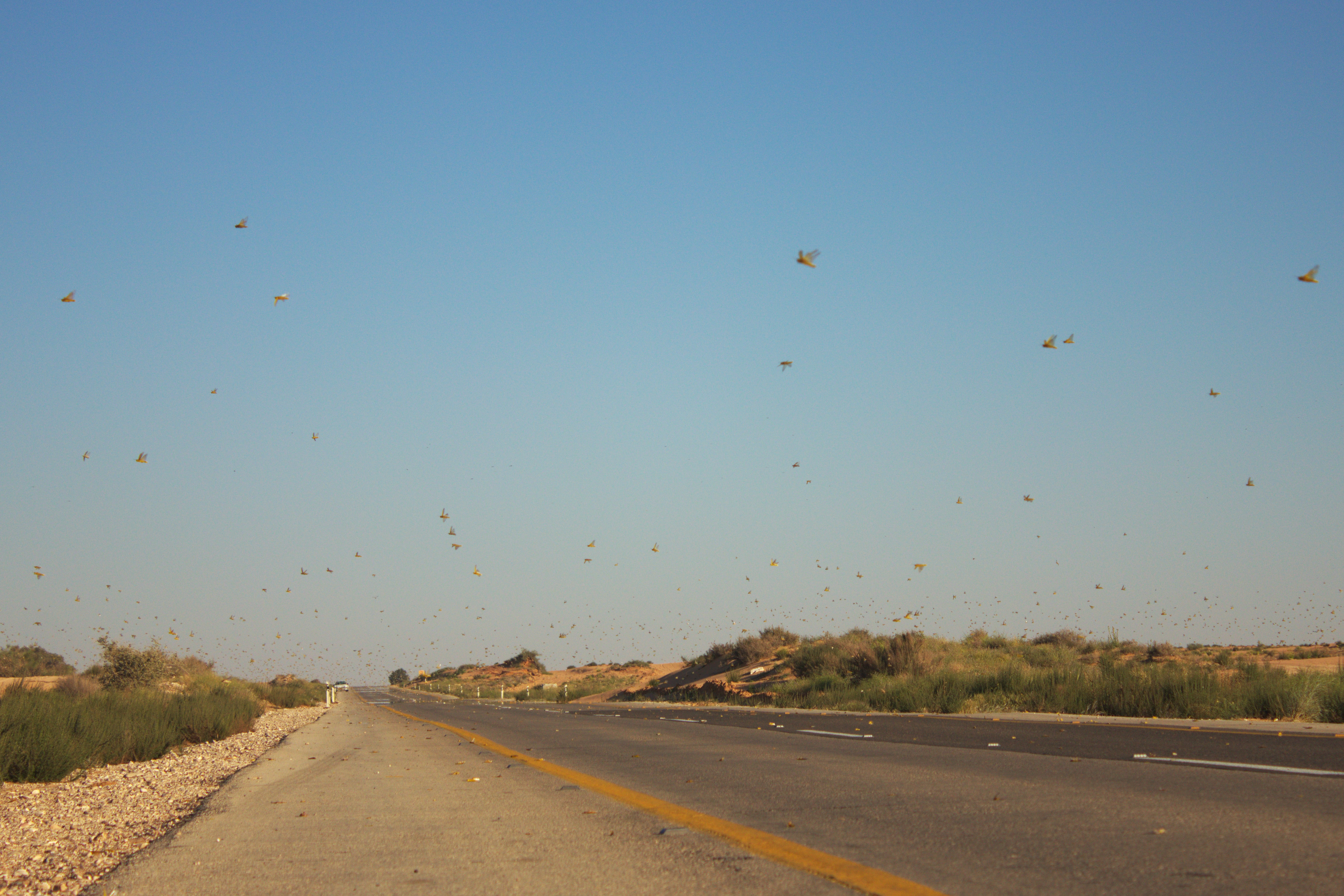
Els eixams de llagosta del desert relacionats amb el canvi climàtic (Israel).